# Bosglas

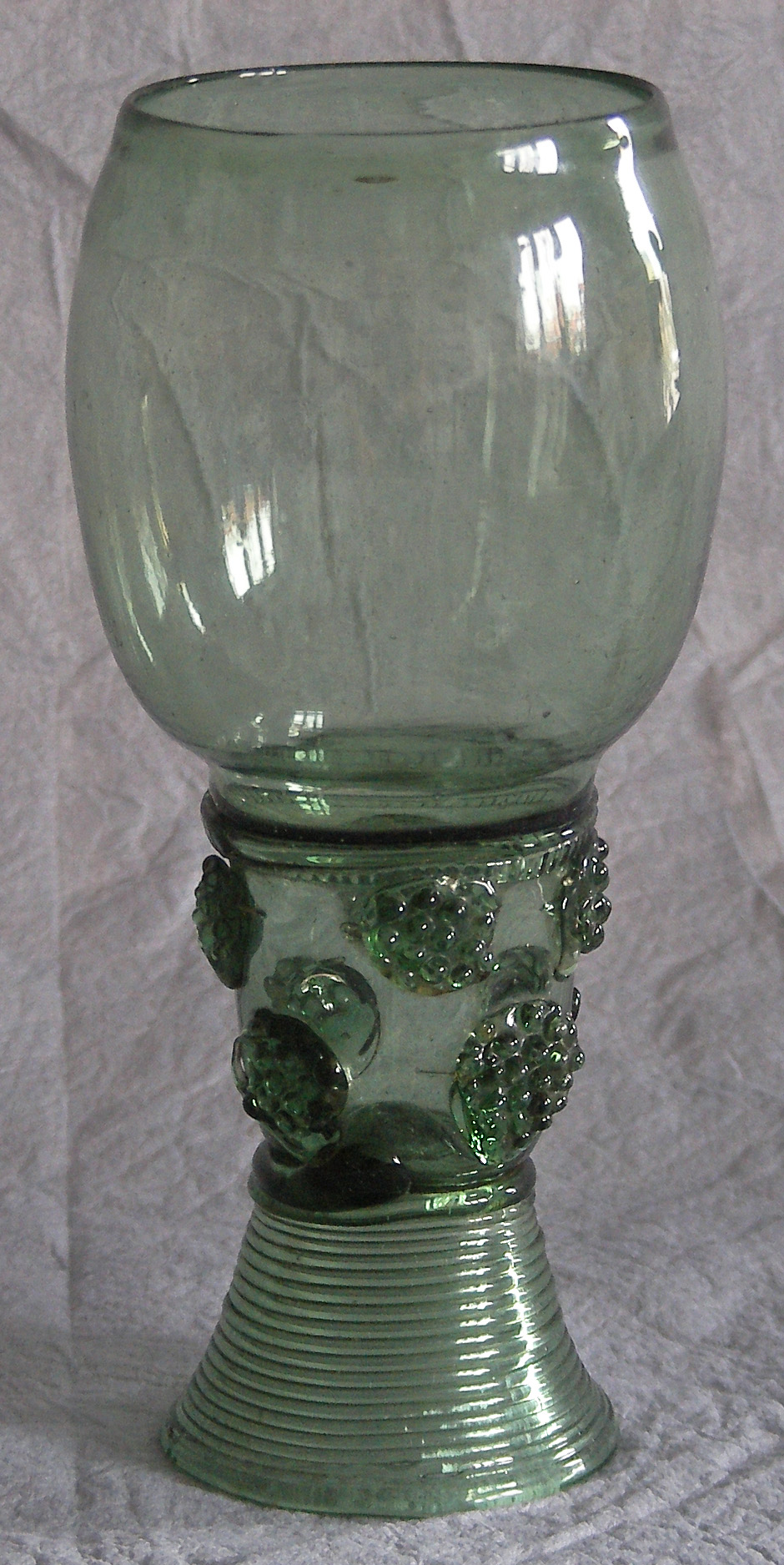
Een roemer uit bosglas met braamnoppen (17e eeuw)

Bosglas (Duits: Waldglas) is van glas dat in noordwestelijk Europa werd gemaakt van ongeveer het jaar 1000 tot het begin van de 18e eeuw. De voornaamste grondstoffen waren potas en zand.
Al in de Romeinse tijd werd glas gemaakt, vooral in Venetië. De stad monopoliseerde de handel en verbood zelfs om buiten Venetië glas te maken. Ten noorden van de Alpen werd toen gezocht naar een eigen product, vandaar dat glas in Noordwest-Europa in die periode verschillend van kleur en kwaliteit is. De Romeinen waren zo kundig dat zij dun en ook kleurloos glas maakten, elders werd geëxperimenteerd met as van hout, zand en kwarts. Het glas was groenachtig gekleurd en had vaak luchtbellen.
De kleur van bosglas werd onder andere beïnvloed door het soort hout waarvan de as werd gebruikt. De kleur varieerde van geelachtig over groen tot bruinachtig, die voornamelijk werd veroorzaakt door de aanwezigheid van metalen, waaronder ijzer, koper, kobalt, mangaan, tin, antimoon en lood. In 1670 deed George Ravencroft loodoxide erbij om het glas helder te maken. In Engeland begon men eind 17e eeuw ook glas voor diverse doeleinden te maken; de kelk, de steel en de voet kregen een eigen vorm. In de 18e eeuw ontstonden de slingerglazen, waarvan het glas helder van kleur was en soms nog kleine luchtbellen had. In de steel werd een gekleurde slinger gemaakt, soms meerkleurig. Die glazen werden in Engeland gemaakt, maar in Nederland gegraveerd.
Pas tegen het einde van de Middeleeuwen werd glas ook als vensterglas gebruikt.